# Tubeway Army
Tubeway Army was een Britse band, die bij de oprichting bestond uit Gary Numan (zang, gitaar, keyboards), zijn oom Jess Lidyard (drums) en Paul Gardiner (basgitaar), die in 1984 overleed aan een overdosis drugs (heroïne).
De band werd in de jaren zeventig opgericht en speelde aanvankelijk vooral punk-nummers, totdat Gary Numan een synthesizer onder handen kreeg. De muziek van Tubeway Army verschoof naar de electro-stroming binnen de new wave. Hun meest bekende (Europese) hit is het nummer Are 'Friends' Electric?, maar in Engeland had de groep meer succes. Al vrij snel besloot Gary Numan onder eigen naam verder te gaan en niet zonder succes: slechts enkele maanden na het succes van Tubeway Army scoorde hij een wereldhit met Cars.
De groep bracht in eerste instantie slechts twee albums uit: Tubeway Army (1978) en Replicas (1979). In 1979 werd drummer Jess Lidyard opgevolgd door Cedric Sharpley. In 1984 volgde nog een collectie met oudere (demo-)songs op het album The Plan.

## Discografie

### Albums
| Album met eventuele hitnotering(en) in de Nederlandse Album Top 100 | Datum van verschijnen | Datum van binnenkomst | Hoogste positie | Aantal weken | Opmerkingen   |
| ------------------------------------------------------------------- | --------------------- | --------------------- | --------------- | ------------ | ------------- |
| Tubeway Army                                                        | 04-11-1978            | -                     | -               | -            |               |
| Replicas                                                            | 06-04-1979            | 25-08-1979            | 44              | 2            |               |
| The Plan                                                            | 31-10-1984            | -                     | -               | -            | Verzamelalbum |

### Singles
| Single met eventuele hitnotering(en) in de Nederlandse Top 40 | Datum van verschijnen | Datum van binnenkomst | Hoogste positie | Aantal weken | Opmerkingen                |
| ------------------------------------------------------------- | --------------------- | --------------------- | --------------- | ------------ | -------------------------- |
| That's Too Bad                                                | 10-02-1978            | -                     | -               | -            |                            |
| Bombers                                                       | 21-07-1978            | -                     | -               | -            |                            |
| Down in the Park                                              | 16-03-1979            | -                     | -               | -            |                            |
| Are 'Friends' Electric?                                       | 04-05-1979            | 04-08-1979            | 9               | 8            | Nr. 9 in de Single Top 100 |

| Single met hitnotering(en) in de Vlaamse Ultratop 50 | Datum van verschijnen | Datum van binnenkomst | Hoogste positie | Aantal weken | Opmerkingen |
| ---------------------------------------------------- | --------------------- | --------------------- | --------------- | ------------ | ----------- |
| Are 'Friends' Electric?                              | 1979                  | 04-08-1979            | 21              | 6            |             |